# Фридрих I (Салуцо)
Вижте пояснителната страница за други личности с името Фридрих I.
Фридрих I дел Васто (на италиански: Federico I del Vasto, * 1287, † 29 юни 1336) от род Алерамичи е от 1330 г. до смъртта си маркграф на Салуцо.

## Произход
Той е син на Манфредо IV (1262–1330) и първата му съпруга Беатриса Сицилианска (1260–1307), дъщеря на крал Манфред от Сицилия и Елена Дукина.

## Биография
Под влиянието на втората му съпруга Изабела Дория († 1353), баща му променя реда на наследството в полза на втория му син Манфред V († 1392) и така предизвиква дългогодишни конфликти между братята Фридрих и Манфред. Договорът от 29 юли 1332 г. дава възможност на Фридрих да се възлкачи на трона, но той умира през 1336 г. През 1340 г. на трона идва син му Томазо II, син на Фридрих. 

## Брак и потомство
Жени се два пъти:
1.∞ 1303 за Маргарита дьо Ла Тур дю Пен,  дъщеря на Хумберт I Виенски, дофин на Виен, от която има син и дъщеря:
- Томас II (1304–1357), маркграф на Салуцо, ∞ 1329 за Рикарда Висконти, от която има четири дъщери
- дъщеря, ∞ за Пиетро Камбиано, господар на Руфия

2. ∞ за Джакомина от Биандрете, дъщеря на Вилхелм, господар на Джорджо, от която няма деца.
Има един извънбрачен син:
- Джакомо, господар на Брондело.